# Teorema del eje intermedio

Ejes principales de una raqueta de tenis

Vídeo compuesto de una raqueta de tenis girada alrededor de los tres ejes: el eje intermedio gira desde el borde claro al borde oscuro.

Publicado en 1989 por M. Ashbaugh, C. Chicone, y R. Cushman, el teorema de la raqueta de tenis o teorema del eje intermedio es un resultado en la mecánica clásica que describe el movimiento de un cuerpo rígido con tres momentos de inercia principales diferentes. También se conoce como efecto Dzhanibekov debido al cosmonauta soviético Vladimir Dzhanibekov, quien notó y demostró sus efectos durante la misión Soyuz T-13 en 1985.
El teorema describe el efecto siguiente: la rotación de un objeto alrededor de su primer y tercer ejes es estable, mientras que la rotación alrededor de su segundo eje principal (o eje intermedio) no lo es.
Esto puede ser demostrado con el siguiente experimento: tomar una raqueta de tenis por el mango, con el plano horizontal de la raqueta paralelo al suelo, e intentar girarla en el aire por el eje perpendicular horizontal al mango (e2 en la imagen). En casi todos los casos, la cara realizará media rotación, de modo que ahora la cara que inicialmente estaba hacia el suelo quedará hacia arriba en cuanto se agarre la raqueta nuevamente por el mango. En cambio, es fácil rotar la raqueta sobre el eje del mango sin la rotación adicional alrededor de otro eje; esto es también posible con el eje vertical perpendicular al plano.
El experimento puede ser realizado con cualquier objeto que tenga tres momentos diferentes de inercia, como un libro, un móvil o un control remoto. El efecto ocurre siempre que el eje de rotación difiere ligeramente del segundo eje principal del objeto; la resistencia de aire o la gravedad no son necesarias.

## Teoría
El teorema del eje intermedio puede ser analizado cualitativamente con la ayuda de las ecuaciones de Euler. Bajo condiciones sin torque toman la forma:
{\displaystyle {\begin{aligned}I_{1}{\dot {\omega }}_{1}&=(I_{3}-I_{2})\omega _{3}\omega _{2}~~~~~~~~~~~~~~~~~~~~{\text{(1)}}\\I_{2}{\dot {\omega }}_{2}&=(I_{1}-I_{3})\omega _{1}\omega _{3}~~~~~~~~~~~~~~~~~~~~{\text{(2)}}\\I_{3}{\dot {\omega }}_{3}&=(I_{2}-I_{1})\omega _{2}\omega _{1}~~~~~~~~~~~~~~~~~~~~{\text{(3)}}\end{aligned}}}
donde {\displaystyle I_{1},I_{2},I_{3}} denotan los momentos principales de inercia del objeto y {\displaystyle \omega _{1},\omega _{2},\omega _{3}}son las velocidades angulares alrededor de cada uno de los ejes principales del objeto y {\displaystyle {\dot {\omega _{1}}},{\dot {\omega _{2}}},{\dot {\omega _{3}}}}son sus correspondientes derivadas temporales. Para los propósitos de ilustración del teorema suponemos que {\displaystyle I_{1}<I_{2}<I_{3}}.

### Rotación estable alrededor del primer y el tercer eje
Consideremos la situación en la que el objeto está rotando alrededor del eje con momento de inercia {\displaystyle I_{1}}. Para determinar el comportamiento de la rotación, supongamos velocidades angulares iniciales pequeñas en los otros ejes, como resultado, de acuerdo con la ecuación (1), {\displaystyle {\dot {\omega _{1}}}}es muy pequeño, por lo que la dependecia temporal de {\displaystyle \omega _{1}} puede ser despreciada.
Ahora, si derivamos la ecuación (2) y sustituimos {\displaystyle {\dot {\omega _{3}}}}de la ecuación (3), obtenemos{\displaystyle {\begin{aligned}I_{2}{\ddot {\omega }}_{2}&=(I_{1}-I_{3})\omega _{1}{\dot {\omega }}_{3}\\I_{3}I_{2}{\ddot {\omega }}_{2}&=(I_{1}-I_{3})(I_{2}-I_{1})(\omega _{1})^{2}\omega _{2}\\\rightarrow {\ddot {\omega }}_{2}&={\text{(cantidad negativa)}}\cdot \omega _{2}\end{aligned}}}puesto que {\displaystyle I_{2}-I_{1}>0} y {\displaystyle I_{1}-I_{3}<0}.
Nótese que {\displaystyle \omega _{2}}se opone a su variación, por lo que la rotación alrededor de este eje es estable para el cuerpo. Para el eje asociado a {\displaystyle I_{3}}se sigue una deducción análoga y se concluye que la rotación también es estable.

### Inestabilidad de la rotación alrededor del eje intermedio

Una visualización de la inestabilidad del eje intermedio. La magnitud del momento angular y la energía cinética de un objeto en rotación se conservan. Como resultado, el vector velocidad angular se mantiene en la intersección de dos elipsoides.

El mismo análisis previo se puede hacer para el eje intermedio {\displaystyle I_{2}}. Consideramos que {\displaystyle {\dot {\omega }}_{2}} es pequeño, por tanto la dependencia temporal de {\displaystyle \omega _{2}}puede ser despreciada. Ahora, derivando la ecuación (1) y sustituyendo {\displaystyle {\dot {\omega _{3}}}}de la ecuación (3),
{\displaystyle {\begin{aligned}I_{1}I_{3}{\ddot {\omega }}_{1}&=(I_{3}-I_{2})(I_{2}-I_{1})(\omega _{2})^{2}\omega _{1}\\\rightarrow {\ddot {\omega }}_{1}&={\text{(cantidad positiva)}}\cdot \omega _{1}\end{aligned}}}Ahora la aceleración de {\displaystyle \omega _{1}}es positiva, por lo que la velocidad angular aumenta y la rotación alrededor del segundo eje es inestable. Así, cualquier pequeña perturbación a lo largo de los otros ejes provoca que el cuerpo haga un giro adicional inesperado.